# Ki Ka Fé Ça
Ki Ka Fé Ça ? (France) ou Vol au-dessus d'un nid de wou-hou (Québec) (Woo-Hoo Dunnit?) est un épisode de la série télévisée d'animation Les Simpson. Il s'agit du vingt-deuxième épisode de la trentième saison et du 661e de la série.

## Synopsis
Le présentateur de l'émission Dateline : Springfield se prépare le matin pour enregistrer son commentaire. Il s'intéresse aujourd'hui à un vol ayant été commis chez les Simpson. L'argent que Marge économisait pour les études de Lisa a mystérieusement disparu, le montant s'élevait à 650,42 $ et les billets étaient cachés dans une boîte sous l'évier. L'émission va rechercher des indices, et filme les témoignages des Simpson et d'autres habitants de Springfield.
Elle se base sur des reconstitutions et interroge la police sur le déroulement de l'enquête. Mais celle-ci patine, il y a de nombreux suspects, y compris les membres de la famille Simpson. Après avoir éliminé tous les suspects, l'émission n'arrive pas à faire la lumière sur cette affaire, ce qui contrarie le présentateur au plus haut point. Il s'emporte jusqu'à se péter une corde vocale et doit être opéré. Homer découvre ensuite le véritable coupable, mais promet de ne rien divulguer.

## Réception
Lors de sa première diffusion, l'épisode a attiré 1,79 million de téléspectateurs.